# Jimmy Morales
Jimmy Morales (původní jméno James Ernesto Morales Cabrera, narozen 18. března 1969) je guatemalský politik, herec a komik. Od 14. ledna 2016 do 14. ledna 2020 působil jako prezident Guatemaly. Předtím působil jako komediální herec.

## Život a kariéra
Jimmy Morales se narodil v hlavním městě Guatemaly do chudé rodiny. Na univerzitě získal titul bakaláře z ekonomických věd a teologie.
Nejprve se proslavil jako televizní komik v seriálu Moralejas. V roce 2011 kandidoval na starostu města Mixco. V roce 2013 vstoupil do malé strany Fronta národní konvergence a stal se jejím vůdčím členem.
Do prezidentských voleb v roce 2015 vstoupil jako outsider bez politických zkušeností. Přesto však překvapivě v těchto prezidentských volbách zvítězil. Zdůrazňuje tradiční konzervativní hodnoty, výrazně vystupuje proti korupci. Považuje se za národovce, podporuje trest smrti a odmítá potraty. Popírá genocidu mayského kmene Ixil v osmdesátých letech 20. století za vlády generála Montta. Příčinou jeho zvolení je nejspíš znechucení občanů k tradičním politikům, neboť bývalý prezident Otto Pérez Molina a viceprezidentka byli sesazeni a obviněni z přijímání úplatků.
Jimmy Morales je ženatý a má čtyři děti.